# Turmhügel Wollbach
Der Turmhügel Wollbach, auch Turmhügel am See und Wartturm Wollbach genannt, ist ein Wartturm, dessen Rest sich auf dem Flurstück „Ochsenbühl“, etwa 2.270 Meter westnordwestlich der Kirche der Gemeinde Wollbach im unterfränkischen Landkreis Rhön-Grabfeld in Bayern befindet.
Vom 11. bis 13. Jahrhundert saß zum Schutz des würzburgischen Schweinberges und dessen Teilnutzung auf dem Turmhügel am damaligen See beim „Ochsenbühl“ ein Würzburger Ministeriale (im 13. Jahrhundert nachgewiesen) und trug als Waldhüter („custos silvae“) eine Forst- oder Waldhufe im Schweinberg zu Lehen.
Der Turmhügel (Motte) hat heute noch eine Höhe von etwa fünf Meter und einen Durchmesser von 30 Meter. An seiner West- und seiner Nordseite ist dem Hügel eine vier Meter breite Berme vorgelegt.